# قهرمانان نمی‌میرند
قهرمانان نمی‌میرند فیلمی به کارگردانی و نویسندگی سیروس جراح زاده محصول سال ۱۳۴۹ است.

## خلاصه داستان
وقتی قهرمانی جوان حاضر به همکاری با تبهکاران نمی‌شود، رئیس باند تبهکاران جوانی را مأمور می‌کند که به قهرمان صدمه بزند، اما قهرمان و جوان با هم دوست می‌شوند. مرد تبهکار با دسایسی آن‌ها را مقابل هم قرار می‌دهد و با دخالت به موقع پلیس، تبهکاران گرفتار شده و دو دوست زندگی تازه ای را آغاز می‌کنند.

## بازیگران
- شهین
- فیروز
- حسین گیل
- غلامرضا سرکوب
- علی محزون
- هایک
- شمسی فضل‌الهی
- فریدون نریمان
- اسداله یکتا